# Radioisótopo sintético

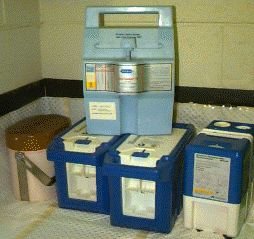
Generador de Tecnecio

Los radioisótopos sintéticos son isótopos radiactivos que no se encuentran de forma natural en la Tierra, pero que se pueden crear mediante reacciones nucleares (algunos isótopos radiactivos pueden estar presentes de forma natural o bien ser preparados artificialmente).
Un ejemplo es el isótopo tecnecio-99 metaestable, 99mTc, que se obtiene por desintegración beta de 99Mo. Se emplea en medicina nuclear.
- Datos: Q1194370